# Reichsanstalt für Vitaminprüfung und Vitaminforschung
Die Reichsanstalt für Vitaminprüfung und Vitaminforschung (umgangssprachlich auch Reichsvitaminanstalt) war ein zwischen 1942 und 1945 bestehendes Forschungsinstitut in Leipzig, das dem Reichsministerium des Innern und dem Reichsministerium für Ernährung und Landwirtschaft unterstand.

## Vorgeschichte
Treibende Kraft für die Einrichtung der Vitaminanstalt war der Leipziger Professor für Veterinärphysiologie Arthur Scheunert. Infolge seiner intensiven Forschungstätigkeit auf dem Gebiet der Vitamine von der Wichtigkeit des Themas überzeugt, forderte er bereits seit 1925 beim Reichsministerium für Ernährung und Landwirtschaft die Schaffung eines Institutes für die Erforschung von Ernährungsfragen. Seit 1938 sind erste Bemühungen für die Gründung dieser Institution nachweisbar, doch erst nach der Veröffentlichung des Berichtes Der Vitaminhaushalt des deutschen Volkes durch Scheunert im Jahre 1940 gab es ernsthafte Bemühungen zur Verwirklichung des Projektes, wohl auch, um die ideologisch gewollte „Nährfreiheit des deutschen Volkes“ zu garantieren. Prominente Förderer des Projektes waren Hermann Göring und Martin Bormann.

## Gründung
Mitte 1940 konkretisierten sich die Planungen dahingehend, dass Scheunert dem Reichsinnenministerium eine Aufstellung der für das neue Institut benötigten Räume übergab. Die benötigten Räumlichkeiten konnten nach Einschätzung der zuständigen Beamten nur durch einen völligen Institutsneubau geschaffen werden, den man für die Zeit des Krieges jedoch kategorisch ausschloss. Als Übergangslösung fasste man die Nutzung eines früheren jüdischen Sanatoriums in Berlin ins Auge, das man mit seinen etwa 100 Räumen als für das Projekt „sehr geeignet“ einschätzte. Einwände der in die Sowjetunion emigrierten Besitzer wurden mit dem zwangsweisen Kauf des Gebäudes durch den Staat beantwortet. Die Einrichtung scheiterte letztendlich jedoch an Bedenken der Berliner Baupolizei, die gesundheitliche Beeinträchtigungen der Bevölkerung durch das Entweichen von Laborratten befürchtete. Stattdessen wurde das Gebäude nun vom Hygiene-Dienst der Waffen-SS bis zum Kriegsende genutzt. Die Vitaminanstalt wurde auf dem Gelände der Veterinärmedizinischen Fakultät der Universität Leipzig als Barackenanlage errichtet, eine Tatsache, die Scheunert als Ordinarius für Veterinärphysiologie in Leipzig zustattenkam. Für die Zeit nach dem Kriegsende war ein Neubau der Vitaminanstalt auf dem Gelände der für mehrere Institute der Gesundheitsverwaltung bestimmten Gebäude in Berlin vorgesehen.
Am 15. August 1941 ordnete Adolf Hitler die Gründung des Institutes offiziell an. Scheunert erhielt seine Ernennung zum Präsidenten der Anstalt am 21. Dezember 1942.

## Weiterer Verlauf
Bis zur Fertigstellung der Barackenanlage fand die Arbeit der Vitaminanstalt in den Räumen des Veterinär-Physiologischen Instituts der Universität Leipzig statt. Als vorläufige Arbeitsziele hatte Scheunert formuliert:
- die Erarbeitung von Methoden zur Erzeugung und Gewinnung möglichst vitaminreicher Lebensmittel
- die Erhaltung des natürlichen Vitamingehaltes der Lebensmittel von der Erzeugung über die Be- und Verarbeitung bis zur Zubereitung und zum Verzehr
- die Erstellung von „Vitaminbilanzen“ für das gesamte Reichsgebiet und für einzelne Bevölkerungs- und Berufsgruppen.

Ende des Jahres 1943 war die Barackenanlage nahezu fertiggestellt und sollte im Dezember in Betrieb gehen. In der Nacht vor der Einweihung wurde sie am 4. Dezember 1943 beim ersten großen Bombenangriff auf Leipzig (Operation Haddock) vollständig zerstört und konnte erst Ende 1944 wieder ihre Arbeit aufnehmen, zu diesem Zeitpunkt jedoch wieder in den Räumen des Veterinär-Physiologischen Instituts.
Mit dem Kriegsende verlor die Vitaminanstalt ihren Förderer. Scheunert wurde durch die amerikanischen Besatzungstruppen weggeführt und mit anderen Wissenschaftlern der Universität Leipzig in Weilburg an der Lahn interniert. Unter seinem Vertreter Schwarze kam es zu zunehmenden Spannungen mit der Veterinärmedizinischen Fakultät. Obwohl die Leitung der Universität sich bemühte, die Anstalt auf einem Gelände in Leipzig-Kleinzschocher unterzubringen, verlegte man sie auf Befehl der SMAD im September 1948 nach Bergholz-Rehbrücke, eine an Potsdam angrenzende Gemeinde. Dort wurde sie 1957 mit dem ebenfalls in Rehbrücke ansässigen Institut für Ernährungsforschung zum Institut für Ernährung der Deutschen Akademie der Wissenschaften zu Berlin zusammengeschlossen, aus dem 1969/1970 das Zentralinstitut für Ernährung der Akademie der Wissenschaften der DDR entstand. Nach der Wiedervereinigung wurde das Institut 1992 als Deutsches Institut für Ernährungsforschung wiedergegründet und ist heute Teil der Leibniz-Gemeinschaft.